# Диалекты словацкого языка

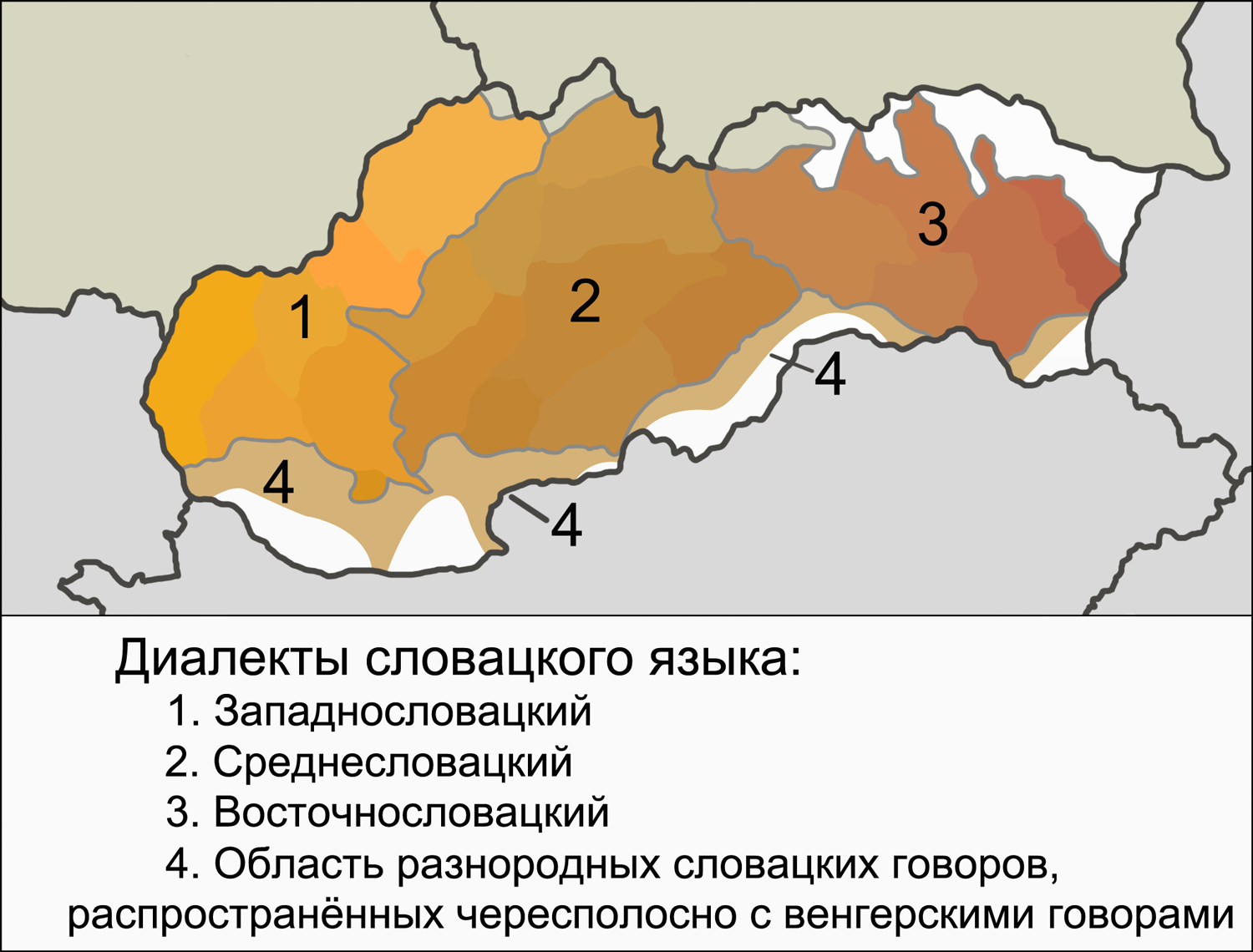
Карта словацких диалектов

Диале́кты слова́цкого языка́ (словац. slovenské nárečia) — территориальные разновидности словацкого языка, распространённые в Словакии, а также среди словацких этнических меньшинств в Венгрии, Румынии, Сербии (Воеводина) и на Украине (Закарпатская область). Выделяются три основных диалекта (или диалектных группы): западнословацкий, среднесловацкий и восточнословацкий. Все словацкие диалекты образуют единый непрерывный диалектный континуум, который продолжается в чешском диалектное ареале.

## Общие сведения
Говоры среднесловацкого диалекта лежат в основе литературной нормы словацкого языка. Говоры западнословацкого диалекта разделяют ряд особенностей с соседними с ними говорами восточноморавских (моравско-словацких) диалектов чешского языка. Восточнословацкий диалект, обладающий наиболее яркими отличиями (как лексическими, так и фонетическими) является основой восточнословацкого литературного языка, вышедшего из употребления к середине XX века, также восточнословацкие диалектные черты (наряду с восточнославянскими) характерны для языка русинов Воеводины. Ряд общих черт объединяет говоры восточнословацкого диалекта с западноукраинскими и русинскими говорами.
Диалекты относительно широко распространены среди словацкого населения, многие региональные диалектные особенности, прежде всего лексические, сосуществуют с литературными в рамках стандарта как альтернативные, при этом в последнее время каждый из диалектов в той или иной степени начинает испытывать влияние словацкого литературного языка.

## Ареал и классификация
В словацком языке отмечается значительная диалектная дробность, в общей сложности в составе трёх диалектных групп насчитывается около 30 диалектов (групп говоров). Отчасти это объясняется географическими особенностями (относительной изоляцией носителей того или иного говора в горных долинах) и длительным отсутствием у словаков собственного государства (словацкая этническая территория длительное время, со второй половины X века, находилась в составе Венгерского королевства) и языка (в Средние века письменным языком словаков был латинский, в XIV веке стал распространяться чешский язык, который с XV века фактически стал письменно-литературным языком, используемым параллельно с латынью).
Словацкий язык (по одной из классификаций) включает следующие диалекты и говоры:
Западнословацкий диалект:
- Северные говоры (города Нове Место-над-Вагом, Тренчин, Жилина, Чадца и т. д.): верхнетренчинские, нижнетренчинские и поважские;
- Юго-восточные говоры (Нитра, Топольчани): средненитранские и нижненитранские;
- Юго-западные говоры (Братислава, Трнава, Загорье): загорские и трнавские.

Среднесловацкий диалект:
- Северные говоры (Липтовски-Микулаш, Мартин, Прьевидза),
- Южные говоры (Банска-Быстрица, Зволен, Лученец, Левице).

Восточнословацкий диалект:
- Юго-западные говоры (Попрад, Прешов, Спишска-Нова-Вес, Кошице),
- Центральные говоры (Михаловце, Требишов),
- Восточные говоры (Гуменне): ужские и сотацкие.

Сравнение загорского диалекта западнословацкой группы с моравским диалектом и литературными нормами словацкого и чешского языков:

Русский: Точно знаешь, что нам удастся успеть на этот поезд?

Литературный чешский: Урчите виш, же сэ нам подаржи стигноут тен влак?

Моравский диалект чешского: Урчите виш, же са нам подаржи стигнут тен влак?

Загорский диалект словацкого: Урчите виш, же са нам подари стигнут тен влак?

Литературный словацкий: Урчите вьеш, же са нам подари стигнуть тен влак?
Словацкие диалекты на западе постепенно переходят в моравские диалекты. На севере словацкие диалекты граничат с территорией распространения польского языка (с говорами малопольского диалекта), на северо-востоке и востоке — с русинскими говорами, на юге — с территорией распространения венгерского языка, на юго-западе — немецкого языка в Австрии.

## История диалектов
Согласно точке зрения современной словакистики, различия между словацкими диалектами были заложены изначально в эпоху праславянского языка. Современные словацкие диалекты развивались из генетически разнородных праславянских диалектов, среди которых наиболее близкими между собой были празападнословацкий и правосточнословацкий, по наличию ряда южнославянских черт от них отличался прасреднесловацкий диалект. К древнейшим языковым различиям прасловацких диалектов относят: сохранение групп tl, dl или изменение их в l; изменение групп *orT-, *olT- при циркумфлексной интонации в roT-, loT- или в raT-, laT-; изменение x по второй палатализации в š или в s; наличие флексий -me или -mo в формах глаголов 1-го лица множественного числа настоящего времени; формы глагола byt’ «быть» в 3-м лице множественного числа — sa (из *sętъ) или su (из *sǫtъ). В дальнейшем в истории словацких диалектов наблюдаются языковые явления как дивергентного, так и конвергентного характера. Так, для VIII—IX веков характерны языковые изменения, сближавшие прасловацкие диалекты, а для X—XI веков (в период распада праславянского языка) были характерны различия в языковых процессах, которые возникли вследствие изначальной неоднородности прасловацких диалектов (в результате данных процессов произошло развитие разных по качеству рефлексов редуцированных; по-разному осуществилась контракция; сформировался, либо не сформировался ритмический закон). Кроме того, дифференциация прасловацких диалектов усиливалась с различным характером изменений, связанных с новым акутом (появлением новоакутовой долготы). В XII—XIII веках диалектные различия усилились в результате процесса дифтонгизации долгих гласных, протекавшего с разной степенью последовательности, с разным охватом ареалов, в разных условиях и в разное время в каждом из диалектов. Также в этот период осуществляются ассибиляция согласных ť и ď; изменение билабиальной w в лабиодентальную v; появление удвоенных согласных и т. д. При этом часть из этих языковых изменений охватывала ареал того или иного диалекта не полностью, что способствовало обособлению внутри диалектов групп говоров. В XIV—XV веках процесс формирования основных диалектных различий практически завершается. В этот период происходит общая для словацких диалектов утрата парных мягких согласных и резкое обособление восточнословацкого диалекта (утрата фонологической долготы, формирование парокситонического ударения, окончательная утрата слоговых, нивелировка родовых различий в склонении существительных и т. д.). С XV века отмечаются процессы взаимовлияния диалектов с образованием разного рода переходных говоров, а также изменения, связанные с воздействием на словацкие говоры неславянских языков. Значительную роль в формировании групп говоров сыграло их обособление в пределах того или иного комитата феодального Венгерского королевства (в составе которого этническая территория словаков находилась длительное время со второй половины X по начало XX века).

## Диалектные различия
Диалекты словацкого языка выделяются главным образом на основе фонетических и морфологических различий, часть из которых представляет древние языковые изменения, восходящие к VI—VII векам:
1. Различия в реализации праславянских сочетаний *orT-, *olT- не под акутовым ударением, перешедших в raT-, laT- в среднесловацком диалекте и в roT-, loT- в западнословацком и восточнословацком.
2. Различия в рефлексах праславянского носового ę после губных согласных: в среднесловацком диалекте на месте ę возникли гласная /ä/ (в кратком слоге) и дифтонг /ɪ̯a/ (в долгом слоге), в западнословацком — /a/ (в кратком слоге) и /ā/ (в долгом слоге), в восточнословацком — /e/ (в кратком слоге) и /ɪ̯a/ (в долгом слоге).
3. Наличие или отсутствие долгих гласных и дифтонгов: для среднесловацкого диалекта характерно наличие дифтонгов /ɪ̯a/, /ɪ̯e/, /u̯o/, /ɪ̯u/ наряду с долгими гласными, в большинстве говоров западнословацкого диалекта дифтонги отсутствуют, на их месте представлены долгие гласные /ā/, /ē/, /ō/ или /ī/, /ū/, в говорах восточнословацкого диалекта отмечается отсутствие долгих гласных.
4. Различия в окончаниях одушевлённых существительных мужского рода в форме именительного падежа множественного числа: в среднесловацком диалекте распространены окончания -ɪ̯a, -ovɪ̯a, в западнословацком — -é, -ové или (в говорах с дифтонгами) -ie, -ovie.

Кроме того языковые различия словацких диалектов отмечаются в фиксации ударения на разных слогах (падающее на первый слог — в среднесловацком и западнословацком, падающее на предпоследний слог — в восточнословацком); в результатах вокализации редуцированных ь, ъ в сильной позиции; в сохранении или изменении группы /šč/; в окончаниях существительных среднего рода в именительном падеже единственного числа; в окончаниях существительных женского рода в форме творительного падежа единственного числа и т. п.